# Xabestan

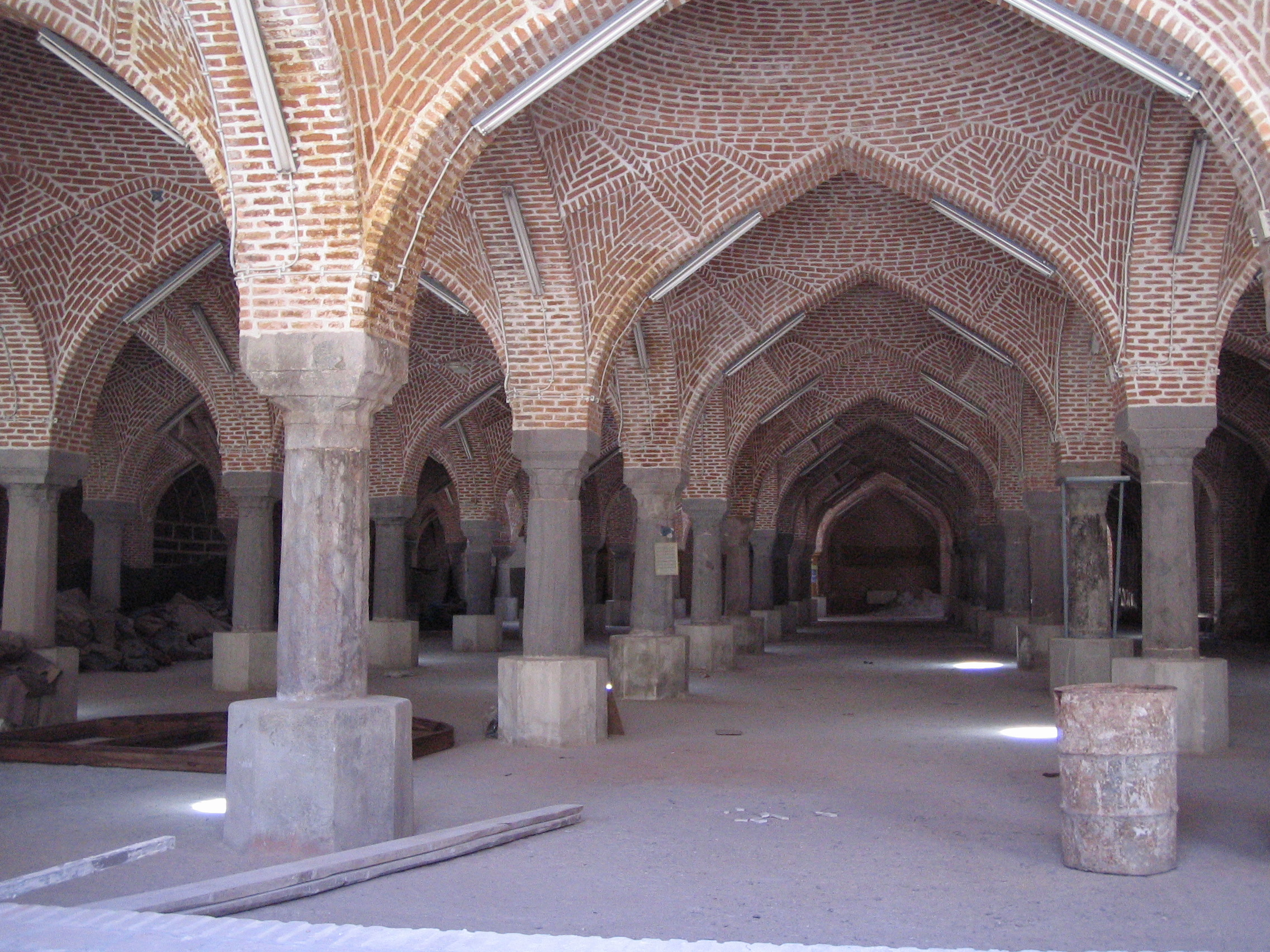
Xabestan del Jama Masjid a Tabriz: com que Tabriz no té un clima càlid, el Xabestan aquí no es va construir sota terra.

Un xabestan o xabistan (Persa antic xšapā.stāna) és un espai subterrani típic de l'arquitectura tradicional de mesquites, cases i escoles de l'antic Iran. Aquests espais s'acostumaven a fer servir durant els estius i podien ser ventilats per captadors de vent i qanats.
Durant l'Imperi Sasànida i els períodes islàmics posteriors, els "xabestan" també feien referència a les habitacions interiors dels xas on residien les seves concubines. Més tard aquestes estructures es van anomenar zanāneh (residència femenina), andaruni (zona privada interior) i haram (de l'àrab harem ).

## Refrigeració

Qanat i torre de vent utilitzada per a la refrigeració

Un xabestan es pot refredar amb l'acció conjunta d'un qanat i un captador de vents. El captador és una estructura semblant a una xemeneia situada a sobre de la casa amb una de les seves quatre obertures obertes oposades a la direcció del vent per treure l'aire calent de dins la casa. L'aire entrant és empès per un qanat sota la casa. El flux d'aire a través de l'obertura vertical de l'eix crea una pressió més baixa (efecte Bernoulli) i extreu l'aire fresc del túnel del qanat sota la casa. L'aire del qanat es portat pel túnel una certa distància i es refreda tant pel contacte amb les parets/aigua fredes del túnel com per l'absorció de la calor latent d'evaporació a mesura que l'aigua s'evapora dins el corrent d'aire. En climes desèrtics secs, això pot resultar en una reducció de la temperatura de l'aire procedent del qanat de més de 15 °C. Els captavents i el refredament qanat s'han utilitzat en climes desèrtics d'ençà més de 1000 anys.